# Grenzlandmuseum Eichsfeld

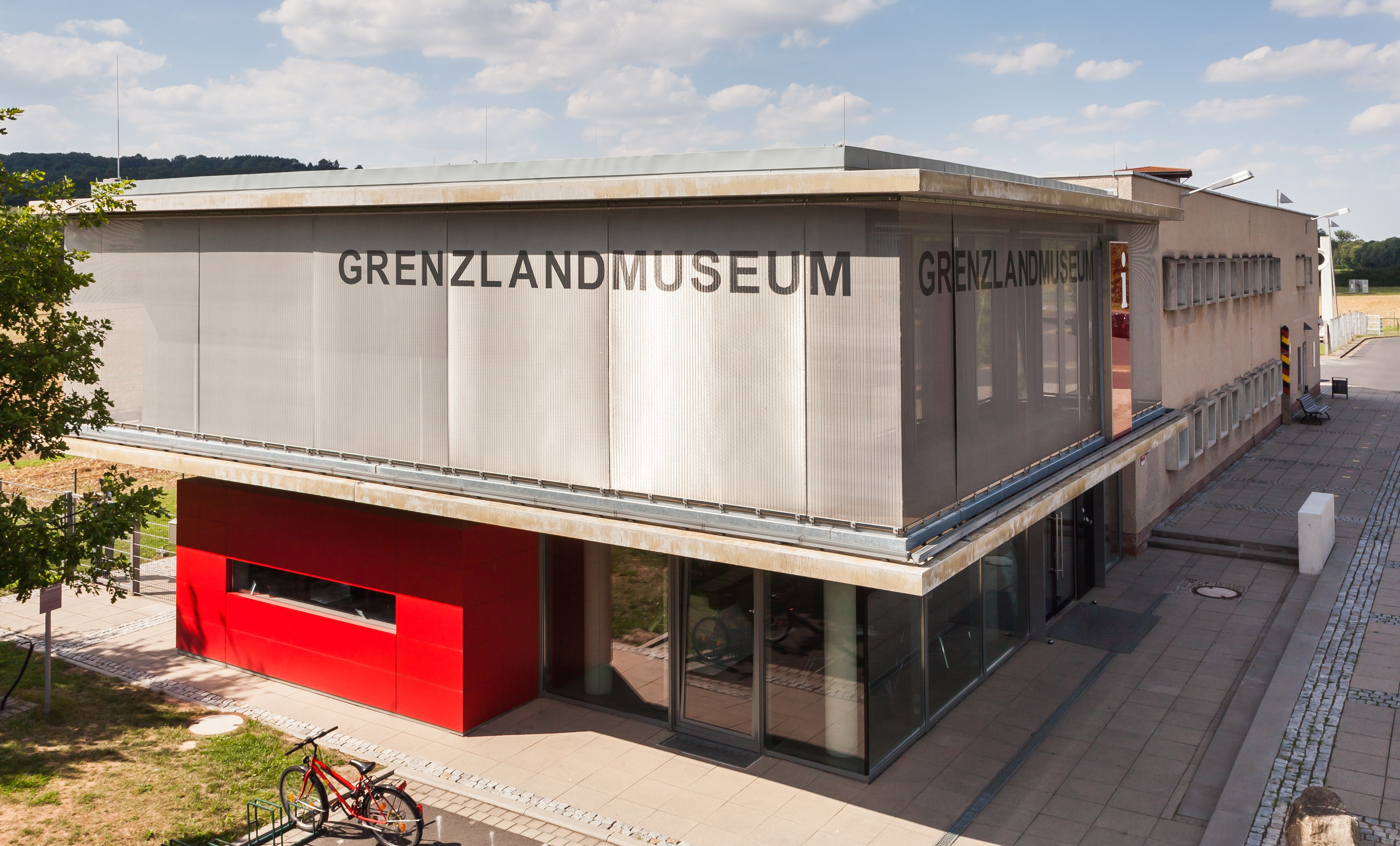
Das Hauptgebäude des Grenzlandmuseums

Das Grenzlandmuseum Eichsfeld ist ein historisches Museum bei Teistungen mit angeschlossener Bildungsstätte und Rundwanderweg auf der Ländergrenze zwischen Thüringen und Niedersachsen. Träger ist der gleichnamige Verein, der Grenzlandmuseum Eichsfeld e. V. Die Gedenkstätte liegt am Europäischen Grünen Band.

## Geschichte des Ortes

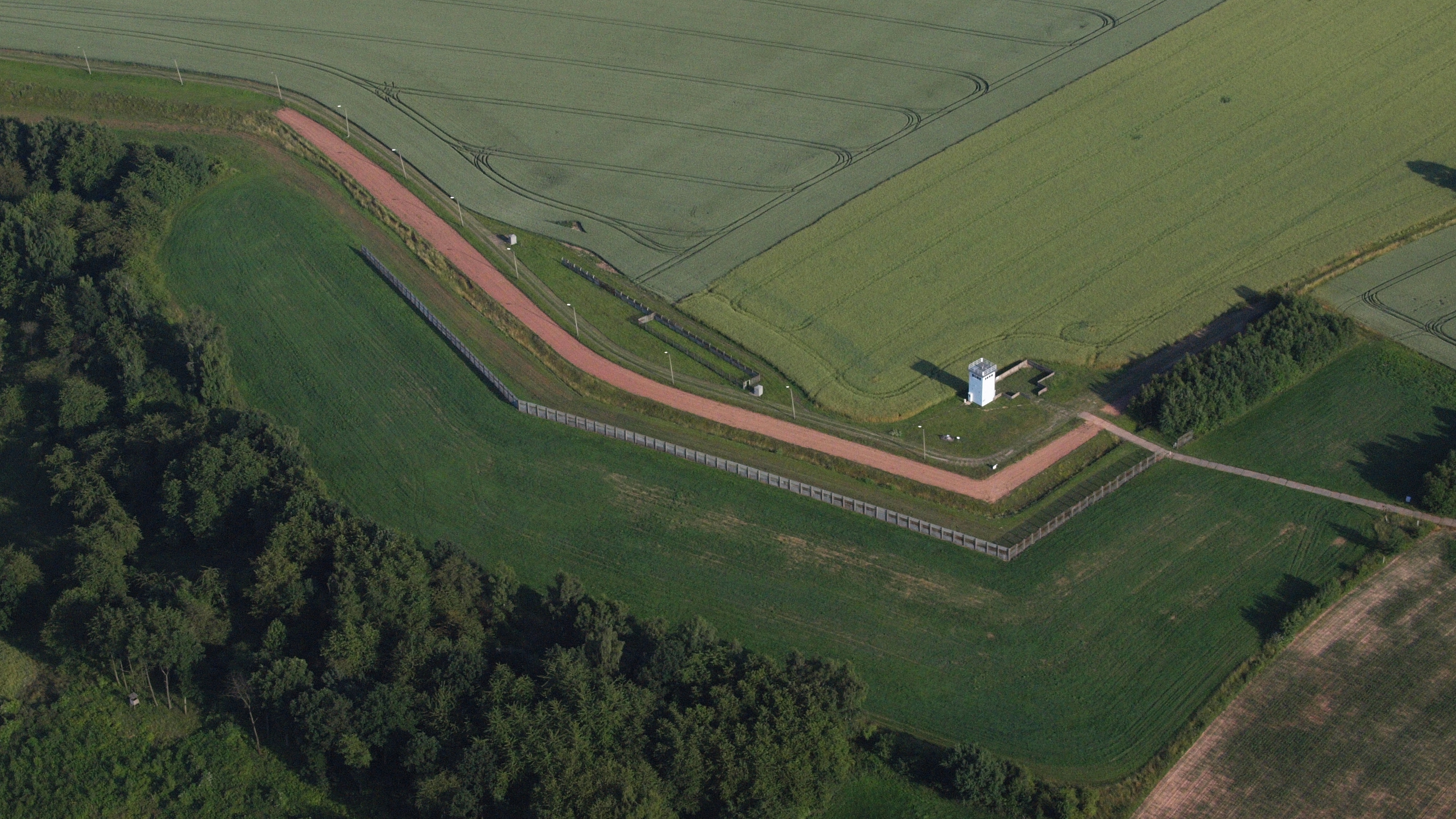
Der 6 km lange Grenzlandweg mit Original-Grenzanlagen

Das Museum befindet sich auf dem Gelände des ehemaligen innerdeutschen Grenzübergangs Duderstadt/Worbis. Der Grenzübergang wurde am 21. Juni 1973 auf Basis des Grundlagenvertrags für den Grenznahen Verkehr eröffnet. Von 1973 bis 1989 nutzten fast 6 Mio. Reisende den Grenzübergang. In der Nacht vom 9. auf den 10. November 1989 wurde der Grenzübergang in Folge der Ereignisse in Berlin geöffnet. Mit der Währungs-, Wirtschafts- und Sozialunion entfielen am 1. Juli 1990 die letzten Passkontrollen.

## Museum

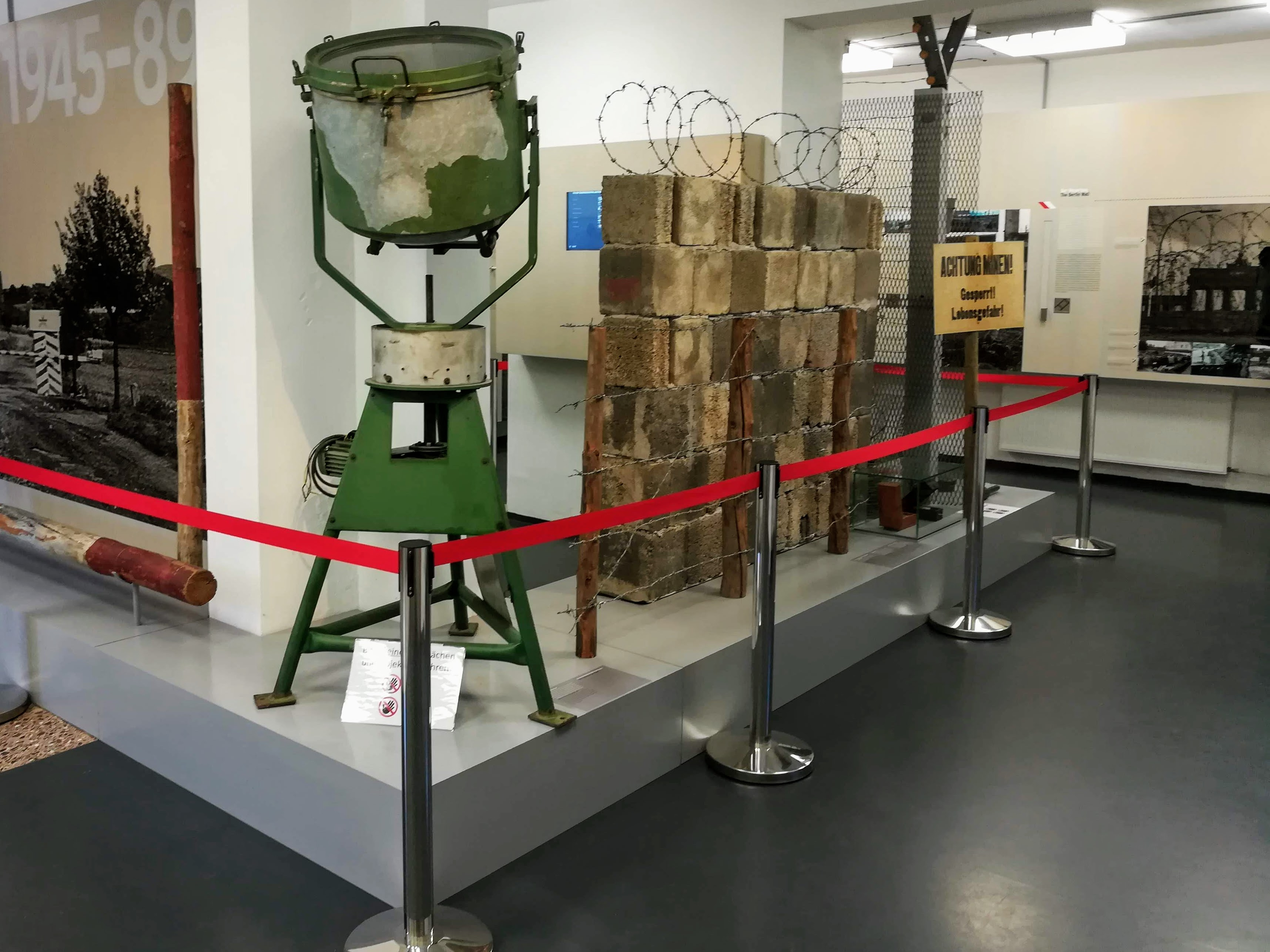
Ausstellungsraum im Museum

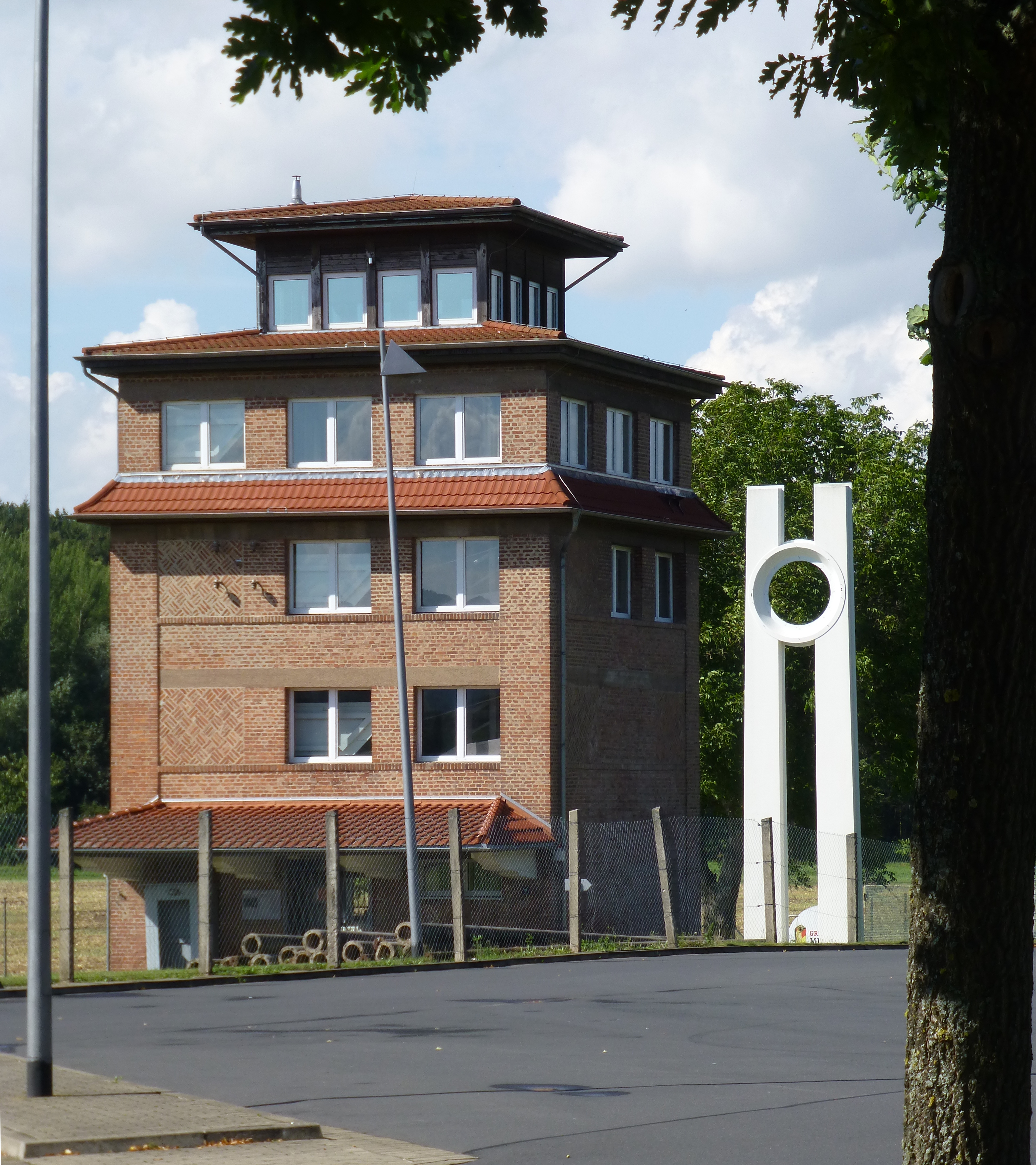
Mühlenturm

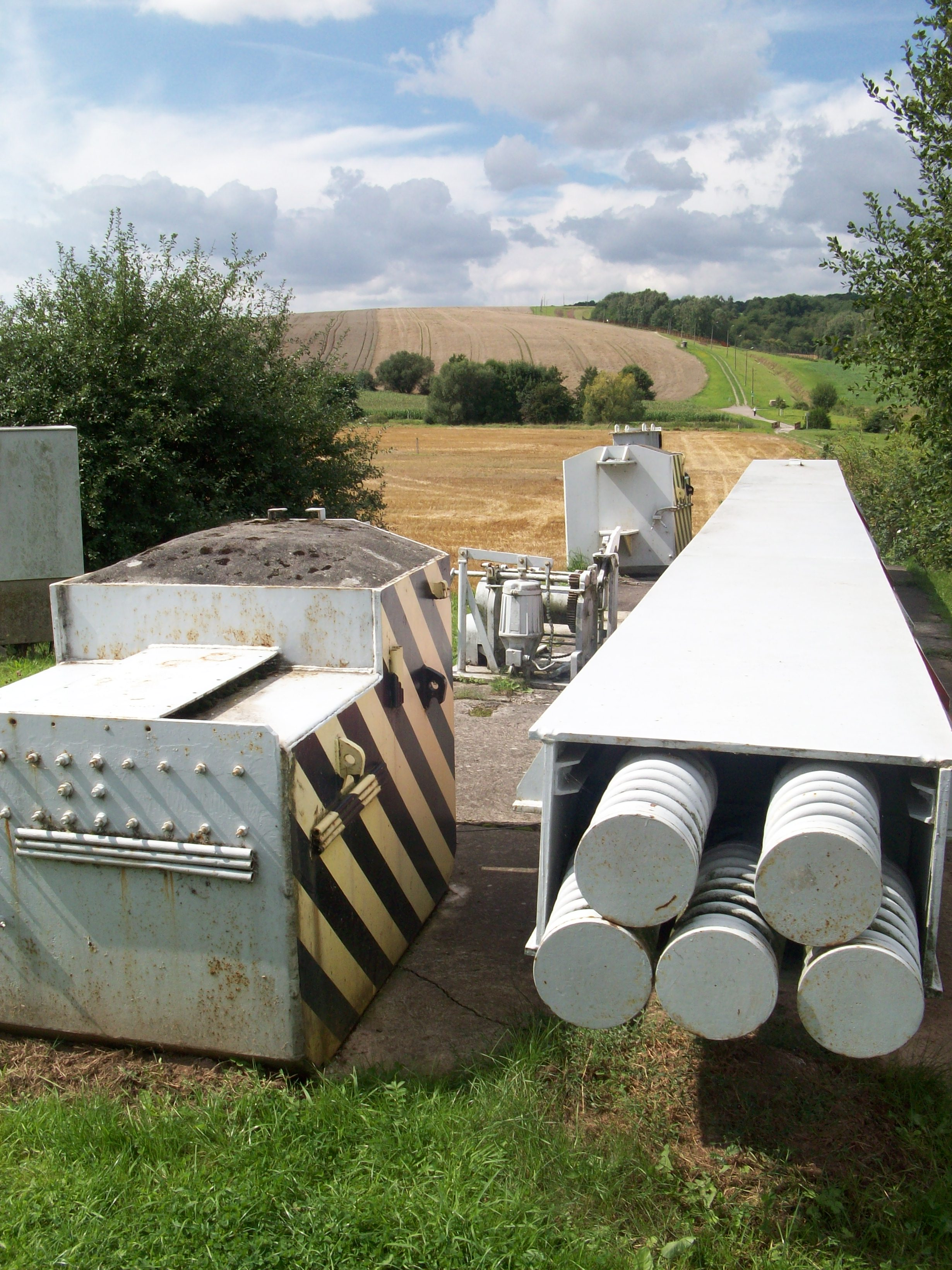
Kfz-Rollsperre mit der ehemaligen innerdeutschen Grenze im Hintergrund

1995 wurde das Grenzlandmuseum Eichsfeld eröffnet. Auf über 1000 Quadratmetern wird über die Geschichte der deutschen Teilung, das Grenzregime der DDR und das Grüne Band informiert. Das Museum, das sich in den erhalten gebliebenen historischen Gebäuden des ehemaligen Grenzübergangs befindet, versteht sich als Lern- und Erinnerungsort.
Die Dauerausstellung thematisiert neben den Grenzsperranlagen auch Aspekte des Lebens mit der Grenze (Sperrgebiet der DDR/Zonenrandgebiet der Bundesrepublik), die Organisation von Staat und Gesellschaft in der DDR, die Rolle der Staatssicherheit, Zwangsaussiedlungen aus dem Sperrgebiet, die Massenflucht von Böseckendorf und weitere Fluchten sowie die Friedliche Revolution und Grenzöffnung im Eichsfeld. Eine Quiz-App leitet Besucher durch die Ausstellung.
Im Museum finden regelmäßig Sonderausstellungen, Vortragsveranstaltungen und geführte Grenzwanderungen statt. Das Workshopangebot der angeschlossenen Bildungsstätte umfasst die drei Themenschwerpunkte Geschichte, Demokratie und Umwelt. Vor allem Schulen nutzen das Bildungsangebot.
Das Museum zählt mit seinen unterschiedlichen Angeboten über 50.000 Gäste jährlich, darunter rund 5.000 Schülerinnen und Schüler.

## Mühlenturm

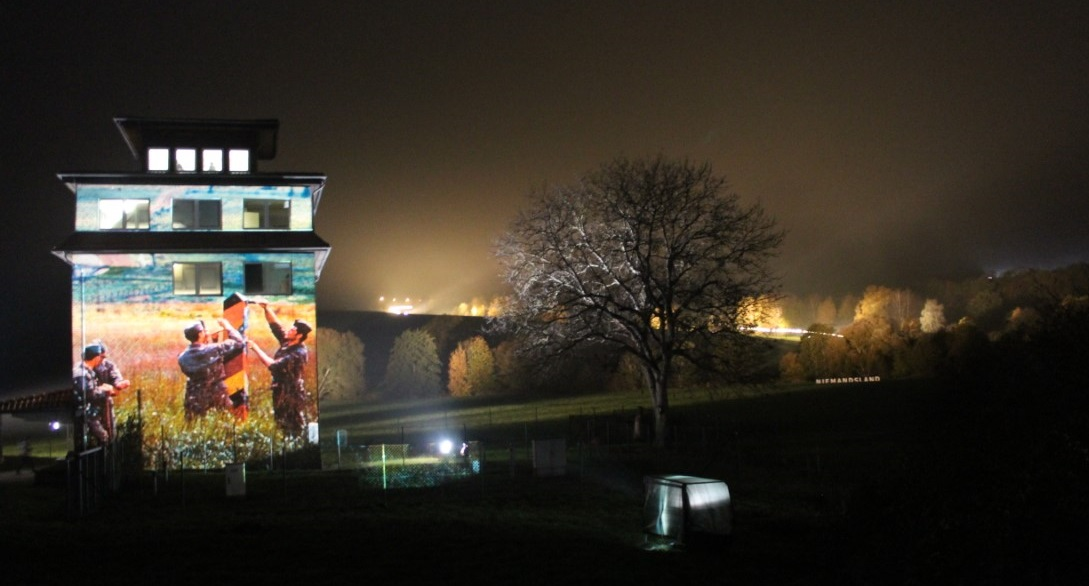
Illuminierter Mühlenturm und Grenzverlauf zu 30 Jahren Grenzöffnung

Bereits im 17. Jahrhundert existierte unterhalb des Klosters Teistungenburg eine Mühle. Mit Errichtung des Grenzüberganges wurden die Mühlengebäude abgerissen, nur der Mühlenturm blieb erhalten. Der Turm wurde umgebaut und diente als Kommando- und Kontrollturm der direkten Überwachung der Grenzübergangsstelle, hier liefen auch die Signal- und Steuerungsleitungen zusammen. Auf mehreren Etagen befinden sich heute Ausstellungen zu Vertiefungsthemen wie dem Grünen Band oder dem Grenzdienst in Ost und West.

## Grenzlandweg
Ein etwa 6 Kilometer langer Rundweg führt vom Grenzlandmuseum entlang des niedersächsisch-thüringischen Grenzlandes. Dabei können an 24 Stationen ehemalige Grenzanlagen zum Teil im Originalzustand besichtigt werden, unter anderem Fahrzeugsperren und Beobachtungsbunker der DDR-Grenztruppen, aber auch Gebäude von Zoll und Bundesgrenzschutz. Daneben gibt es Einblicke in historische und naturkundliche Themengebiete entlang der ehemaligen Grenzlinie.
Auf dem südlichen Ausläufer des Pferdeberges steht zudem ein Beobachtungsturm vom Typ BTv 4x4. Die Führungsstelle der DDR-Grenztruppen war für einen knapp 17 Kilometer langen Grenzabschnitt zuständig. Eine Besichtigung des Turmes ist nach Absprache und im Rahmen von Außenführungen möglich.